# Unione Calcio Sampdoria 1949-1950
Questa voce raccoglie le informazioni riguardanti l'Unione Calcio Sampdoria nelle competizioni ufficiali della stagione 1949-1950.

## Stagione
La Sampdoria nel campionato di Serie A 1949-1950 si classifica al tredicesimo posto con 33 punti, a pari merito con il Palermo.

## Organigramma societario
Area direttiva
- Presidente: Aldo Parodi

Area tecnica
- Allenatore: Adolfo Baloncieri

## Divise
| Prima divisa |

## Rosa
| N. |                   | Ruolo | Calciatore         |
| -- | ----------------- | ----- | ------------------ |
|    | Italia (bandiera) | C     | Romano Agostinelli |
|    | Italia (bandiera) | D     | Silvio Arrighini   |
|    | Italia (bandiera) | A     | Giuseppe Baldini   |
|    | Italia (bandiera) | C     | Giovanni Ballico   |
|    | Italia (bandiera) | C     | Adriano Bassetto   |
|    | Italia (bandiera) | D     | Luigi Bertani      |
|    | Italia (bandiera) | P     | Pietro Bonetti     |
|    | Italia (bandiera) | C     | Aristide Coscia    |
|    | Italia (bandiera) | A     | Renato Gei         |

| N. |                      | Ruolo | Calciatore          |
| -- | -------------------- | ----- | ------------------- |
|    | Italia (bandiera)    | D     | Edy Gratton         |
|    | Italia (bandiera)    | D     | Cosimo La Penna     |
|    | Argentina (bandiera) | C     | Juan Carlos Lorenzo |
|    | Italia (bandiera)    | A     | Arnaldo Lucentini   |
|    | Italia (bandiera)    | P     | Satiro Lusetti      |
|    | Italia (bandiera)    | C     | Umberto Mannocci    |
|    | Italia (bandiera)    | A     | Giorgio Pruzzo      |
|    | Italia (bandiera)    | A     | Italo Rebuzzi       |
|    | Argentina (bandiera) | A     | Mario Sabbatella    |

## Risultati

### Serie A

#### Girone di andata
| Arbitro: | Silvano (Torino) |

|             |           |                                     |
| Baldini 27’ | Marcatori | 23’ Burini 37’ Liedholm 79’ Rinaldi |

| Arbitro: | Dattilo (Roma) |

|                                             |           |         |
| Sørensen 43’ Busnelli 75’ Hansen 80’ (rig.) | Marcatori | 72’ Gei |

| Arbitro: | Bernardi (Bologna) |

|                                |           |  |
| Bassetto 17’, 66’ Gei 48’, 57’ | Marcatori |  |

| Arbitro: | Savio (Torino) |

|                   |           |            |
| Quadri 72’ (aut.) | Marcatori | 49’ Vitali |

| Arbitro: | Pieri (Trieste) |

|  |           |              |
|  | Marcatori | 65’ Bassetto |

| Arbitro: | Gemini (Roma) |

|                                         |           |                                                     |
| Viccari 50’ Lucchi 54’ (rig.) Golob 86’ | Marcatori | 8’, 32’, 35’, 44’ Bassetto 56’, 71’ Gei 70’ Lorenzo |

| Arbitro: | Lo Cascio (Palermo) |

|                        |           |  |
| Gei 3’, 84’ Coscia 16’ | Marcatori |  |

| Arbitro: | Tassini (Verona) |

|                                |           |  |
| Bertani 12’ (aut.) Lorenzi 90’ | Marcatori |  |

| Arbitro: | Longagnani (Modena) |

|                    |           |                                               |
| Lucentini 71’, 87’ | Marcatori | 9’, 46’, 55’ Flamini 50’ Nyers 76’ Puccinelli |

| Arbitro: | Agnolin (Bassano del Grappa) |

|                            |           |  |
| Bassetto 5’, 10’, 22’, 56’ | Marcatori |  |

| Arbitro: | Marchetti (Milano) |

|                      |           |             |
| Tontodonati 20’, 36’ | Marcatori | 59’ Baldini |

| Arbitro: | Bertolio (Torino) |

|                      |           |                   |
| Bassetto 23’ Gei 62’ | Marcatori | 64’ (rig.) Marchi |

| Arbitro: | Cappucci (Roma) |

|                                    |           |             |
| Lipizer 32’ Ghiandi 52’ Susmel 79’ | Marcatori | 41’ Bertani |

| Arbitro: | Canavesio (Torino) |

|                                     |           |  |
| Baldini 33’ Bassetto 61’ Coscia 89’ | Marcatori |  |

| Arbitro: | Marchetti (Milano) |

|                       |           |            |
| Baldini 15’, 61’, 80’ | Marcatori | 12’ Adcock |

| Arbitro: | Gemini (Roma) |

|                                       |           |  |
| Lenci 39’ Valcareggi 57’ Cattaneo 65’ | Marcatori |  |

| Arbitro: | Matucci (Seregno) |

|                |           |           |
| Sabbatella 75’ | Marcatori | 16’ Janda |

| Arbitro: | Galeati (Bologna) |

|           |           |              |
| Toros 17’ | Marcatori | 73’ Bassetto |

| Arbitro: | Dattilo (Roma) |

|          |           |  |
| Mari 23’ | Marcatori |  |

#### Girone di ritorno
| Arbitro: | Tassini (Verona) |

|                                                |           |              |
| Candiani 13’ Liedholm 24’, 50’ Burini 76’, 80’ | Marcatori | 29’ Bassetto |

| Arbitro: | Agnolin (Bassano del Grappa) |

|                                |           |                  |
| Lorenzo 50’ Baldini 67’ (rig.) | Marcatori | 21’, 39’ Caprile |

| Arbitro: | Camiolo (Milano) |

|                                                      |           |             |
| Santos 14’, 80’ (rig.) Hjalmarsson 58’ Bengtsson 72’ | Marcatori | 38’ Lorenzo |

| Arbitro: | Bertolio (Torino) |

|           |           |                   |
| Curti 58’ | Marcatori | 6’, 89’ Lucentini |

| Arbitro: | Gamba (Napoli) |

|                |           |               |
| Sabbatella 68’ | Marcatori | 10’ Formentin |

| Genova 19 febbraio 1950 25ª giornata | Sampdoria        | 0 – 0 | Venezia | Stadio Luigi Ferraris\| Arbitro: \| Silvano (Torino) \| |
| Arbitro:                             | Silvano (Torino) |       |         |                                                         |

| Arbitro: | Longagnani (Modena) |

|                    |           |                 |
| Gratton 21’ (aut.) | Marcatori | 2’, 15’ Rebuzzi |

| Arbitro: | Massai (Pisa) |

|  |           |                         |
|  | Marcatori | 25’ Fattori 85’ Lorenzi |

| Arbitro: | Liverani (Torino) |

|          |           |  |
| Arce 38’ | Marcatori |  |

| Arbitro: | Silvano (Torino) |

|                |           |                         |
| Galli 19’, 53’ | Marcatori | 8’ Gei 15’, 24’ Lorenzo |

| Arbitro: | Agnolin (Bassano del Grappa) |

|                                               |           |                  |
| Lorenzo 26’, 38’ Arrighini 63’ (aut.) Gei 72’ | Marcatori | 83’ (rig.) Bacci |

| Arbitro: | Bertolio (Torino) |

|                |           |  |
| Cervellati 34’ | Marcatori |  |

| Arbitro: | Pieri (Trieste) |

|  |           |            |
|  | Marcatori | 72’ Meroni |

| Arbitro: | Carpani (Milano) |

|                     |           |              |
| Voros 39’, 76’, 89’ | Marcatori | 77’ Bassetto |

| Arbitro: | Vannini (Bologna) |

|                            |           |                   |
| Begni 5’, 65’ Trevisan 41’ | Marcatori | 10’, 84’ Bassetto |

| Arbitro: | Marchetti (Milano) |

|                                       |           |               |
| Lucentini 4’ Bassetto 41’ Rebuzzi 63’ | Marcatori | 79’ Rosellini |

| Arbitro: | Longagnani (Modena) |

|                                   |           |                                        |
| Lucentini 4’, 77’ Agostinelli 10’ | Marcatori | 21’ Toros 27’ (rig.), 45’ (rig.) Borra |

| Arbitro: | Agnolin (Bassano del Grappa) |

|                                                            |           |              |
| Galassi 17’ Pandolfini 28’ (rig.), 70’ (rig.) Sperotto 87’ | Marcatori | 16’ Bassetto |

| Arbitro: | Guarda (Mestre) |

|  |           |                                        |
|  | Marcatori | 42’ Muccinelli 78’, 79’, 84’ Boniperti |

## Statistiche

### Statistiche di squadra
| Competizione | Punti | In casa | In casa | In casa | In casa | In casa | In casa | In trasferta | In trasferta | In trasferta | In trasferta | In trasferta | In trasferta | Totale | Totale | Totale | Totale | Totale | Totale | DR |
| Competizione | Punti | G       | V       | N       | P       | Gf      | Gs      | G            | V            | N            | P            | Gf           | Gs           | G      | V      | N      | P      | Gf     | Gs     | DR |
| ------------ | ----- | ------- | ------- | ------- | ------- | ------- | ------- | ------------ | ------------ | ------------ | ------------ | ------------ | ------------ | ------ | ------ | ------ | ------ | ------ | ------ | -- |
| Serie A      | 33    | 19      | 8       | 6       | 5       | 37      | 27      | 19           | 5            | 1            | 13           | 25           | 43           | 38     | 13     | 7      | 18     | 62     | 70     | -8 |

### Statistiche dei giocatori
Nel computo dei gol si aggiunga una autorete a favore.
| Giocatore      | Serie A  | Serie A |
| Giocatore      | Presenze | Reti    |
| -------------- | -------- | ------- |
| S. Arrighini   | 35       | 1       |
| E. Gratton     | 35       | 0       |
| L. Bertani     | 34       | 1       |
| R. Gei         | 33       | 10      |
| A. Lucentini   | 33       | 7       |
| A. Bassetto    | 32       | 20      |
| A. Coscia      | 31       | 2       |
| J.C. Lorenzo   | 30       | 7       |
| P. Bonetti     | 29       | -49     |
| U. Mannocci    | 27       | 0       |
| M. Sabbatella  | 25       | 2       |
| G. Baldini     | 21       | 7       |
| G. Ballico     | 18       | 0       |
| I. Rebuzzi     | 16       | 3       |
| S. Lusetti     | 9        | -21     |
| C. La Penna    | 4        | 0       |
| R. Agostinelli | 3        | 1       |
| G. Pruzzo      | 3        | 0       |